# Bibiano Fernández Osorio Tafall
Bibiano Fernández Osorio y Tafall (Pontevedra, 1902 - Ciutat de Mèxic, 1990) va ser un polític i intel·lectual gallec. Va ser Comissari General dels Exèrcits de la República durant la Guerra Civil, i va arribar a ser el funcionari espanyol de major rang a les organitzacions internacionals com sotssecretari de l'ONU.
Doctor en Ciències Naturals i Catedràtic de la mateixa matèria en l'Institut de Pontevedra, Fernández Osorio va ser secretari de la Missió Biològica de Galícia (creada per la Junta per a l'Ampliació d'Estudis) i dirigida per Cruz Gallástegui. Era membre de la Federació Republicana Gallega quan va ser escollit alcalde de Pontevedra, als 28 anys. Va exercir després la presidència de la Diputació i fou dues vegades diputat nacional (a 1931 per l'Acció Republicana dins la Federació Republicana Gallega i a 1936 per Izquierda Republicana, partit amb en el qual havia confluït l'ORGA).
Va presidir l'Assemblea de Municipis celebrada a Santiago de Compostel·la en 1932 per a discutir i redactar el projecte d'Estatut d'Autonomia de Galícia que es va dur a plebiscit en l'any 1936, resultant aprovat però que no va arribar a entrar en vigor per l'esclat de la Guerra Civil. Ossorio Tafall era secretari de la Junta Nacional d'Izquierda Republicana i havia ocupat les sotssecretaries de Treball i Governació poc abans de la guerra. Posteriorment va ser director de Política, l'òrgan d'Izquierda Republicana i, en 1938 va ser nomenat Comissari General de tots els Exèrcits en el govern de Negrín. Es considera que va estar influït pels comunistes.
Es va exiliar després de la derrota del bàndol republicà en la Guerra Civil. Va ser professor de la Universitat Nacional Autònoma de Mèxic, de l'Instituto Politécnico Nacional i del Centre d'Estudis Internacionals del Col·legi de Mèxic. Es va incorporar a Nacions Unides en 1948. Va dirigir la FAO a Xile, Indonèsia i Egipte. En 1964 va ser posat a càrrec de les operacions de pacificació a la República Democràtica del Congo, i després a Xipre. Es va jubilar com a sotssecretari general de l'organització.
Va ser convidat per Adolfo Suárez a participar en el primer període de l'autonomia gallega després de la fi del règim franquista, si bé va rebutjar l'oferiment.